# Provinz Sucumbíos
Die Provinz Sucumbíos (span. Provincia de Sucumbíos) ist eine Provinz der Republik Ecuador. Sie liegt im nördlichen Teil des ecuadorianischen Anteils am Amazonasbecken und hat auf einer Fläche von rund 18.000 km² etwa 200.000 Einwohner. Provinzhauptstadt ist Nueva Loja, auch Lago Agrio genannt.

## Geographie

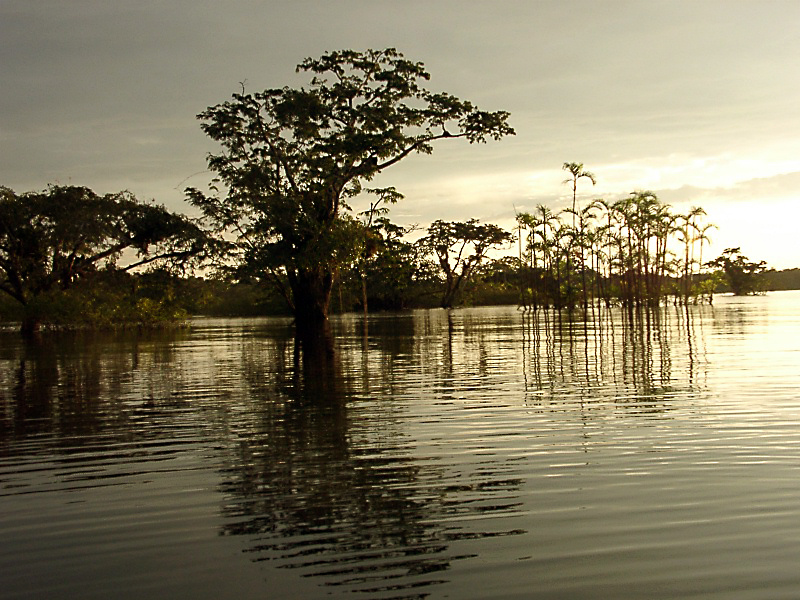
Cuyabeno-Nationalpark

Sucumbíos ist die nördlichste Provinz des im Osten des Landes gelegenen Amazonastieflandes und grenzt im Norden an Kolumbien (Provinzen Nariño und Putumayo), im Osten an Peru (Region Loreto), im Süden an die Provinzen Orellana und Napo und im Westen an Pichincha, Imbabura und Carchi. Sucumbíos ist damit die einzige ecuadorianische Provinz, die an zwei andere Staaten grenzt.
Der westliche Teil der Provinz liegt in der Ostkordillere der Anden, wo die meisten der die Provinz durchfließenden Flüsse entspringen. Der höchste Berg in der Provinz ist der aktive Vulkan Reventador (3485 m). Der östliche Teil der Provinz ist Teil des eigentlichen Amazonasbeckens, mit tropischem Regenwald und tropischem Feuchtklima.
Der wichtigste Fluss der Provinz ist der Aguarico, der an Nueva Loja vorbeifließt und an der Grenze zu Peru in den Río Napo mündet. Andere bedeutende Flüsse sind der Putumayo, der im Norden die Staatsgrenze zu Kolumbien bildet und der Coca und der Napo im Süden.

## Geschichte
Die Gegend der heutigen Provinz Sucumbíos war lange eine kaum erschlossene, mit tropischem Regenwald bewachsene Wildnis, in der nahezu ausschließlich indigene Völker wie die Secoya, die Cofán, die Siona und sogenannte Amazonien-Kichwa lebten.
Der Kanton Sucumbíos wurde 1920 Teil der neu geschaffenen Provinz Napo-Pastaza.
Das wirtschaftliche und administrative Zentrum der Provinz, Nueva Loja, wurde als Erdölförderzentrum um 1970 gegründet und vor allem von Arbeitsmigranten aus der Provinz Loja besiedelt. Es wurde bereits 1979 Hauptstadt des Kantons Lago Agrio der Provinz Napo. Die Bezeichnung des Kantons geht auf US-amerikanische Erdölarbeiter zurück, die sich an Sour Lake in Texas erinnert fühlten und dessen Namen ins Spanische übersetzten. 1989 wurde Sucumbíos die 21. Provinz Ecuadors.
Als Grenzregion zu Kolumbien stoßen immer wieder einzelne Gruppen von Guerillakämpfern oder Paramilitärs über die Grenze in die Provinz Sucumbíos vor, wobei es jedoch nicht zu Kampfhandlungen kommt, wohl aber zu Straftaten (Überfällen, Autodiebstählen, Entführungen) kommen soll. Im Rahmen des US-amerikanischen Plan Colombia sollen nach lokalen, von der US-Botschaft bestrittenen Angaben bei der Vernichtung von kolumbianischen Coca-Feldern aus der Luft auch Teile der Provinz Sucumbíos in Mitleidenschaft gezogen werden, was zu Krankheiten der örtlichen Bevölkerung beigetragen haben soll. In vielen Grenzorten der Provinz siedeln sich darüber hinaus Flüchtlinge aus dem kolumbianischen Departamento de Putumayo an.
Im August 2005 legte ein Streik in den Provinzen Sucumbíos und Orellana die Erdölexporte des Landes lahm. Die Streikenden forderten einen größeren Anteil der Erdöleinnahmen für die beiden Provinzen und die Kündigung der Verträge des ecuadorianischen Staates über Konzessionen an multinationale Förder- und Verarbeitungsunternehmen. Letztlich wurde nach Einschreiten des Militärs ein Abkommen mit Präsident Palacio geschlossen.
Am 1. März 2008 kam es zu einem bedeutenden außenpolitischen Zwischenfall, als bei der Bombardierung eines Lagers der kolumbianischen Guerilla-Organisation FARC auf ecuadorianischem Territorium durch kolumbianische Flugzeuge und anschließende Invasion von Bodentruppen der FARC-Führer Raúl Reyes (alias Luis Édgar Devia) und 24 weitere Menschen getötet wurden. Die Bombardierung fand 1800 m von der kolumbianisch-ecuadorianischen Grenze bei der Indígena-Siedlung Santa Rosa im Kanton Putumayo ohne vorherige Konsultation der ecuadorianischen Behörden statt. Ecuador wies daraufhin den kolumbianischen Botschafter aus und verstärkte seine Truppenpräsenz an der Grenze. Siehe dazu: Bewaffneter Konflikt in Kolumbien
Entwicklung der Einwohnerzahl der Provinz Sucumbíos bei landesweiten Volkszählungen zum jeweiligen Gebietsstand:
| Jahr                    | Einwohner | +/-    |
| ----------------------- | --------- | ------ |
| 1990                    | 76.952    | –      |
| 2001                    | 128.995   | 67,6 % |
| 2010                    | 176.472   | 36,8 % |
| 2022                    | 199.014   | 12,8 % |
| Datenherkunft: Wikidata |           |        |

## Wirtschaft

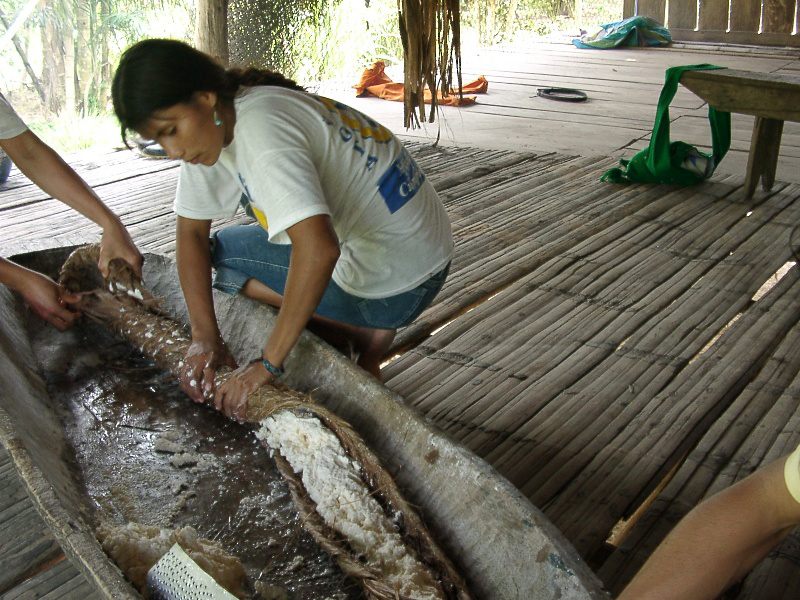
Herstellung von Maniok-Mehl

Die wichtigste Bodenschatz der Provinz ist Erdöl, dessen Förderung seit den frühen siebziger Jahren den weitaus größten Teil der Wertschöpfung in der heutigen Provinz ausmacht. Die Erdölförderung macht Sucumbíos zu einer der wirtschaftlich wichtigsten Provinzen des Landes. Sie hat jedoch seit 1967 zur größten Ölkatastrophe Ecuadors geführt, an der insbesondere die Firma Texaco beteiligt war.
Neben der Erdölförderung wird ein wenig Landwirtschaft betrieben. Vor allem tropische Produkte (Ölpalmen, Bananen, Kaffee, Kakao, Ananas) und Mais werden angebaut. Weidewirtschaft findet (offiziell) kaum statt. In den Flüssen, die z. T. goldführend sind, wird auch Fischerei betrieben. Auch tropische Hölzer werden geschlagen.
Der Tourismus gewinnt zunehmend an Bedeutung. Besonders das Wildtier-Reservat Cuyabeno (Reserva de Producción Faunística Cuyabeno) bietet eine unvergleichliche Vielfalt an tropischen Vögeln und auch an Kaimanen. Daneben sind auch die Reserva Biológica Limoncocha und der Nationalpark Cayambe Coca erwähnenswert.

### Infrastruktur
Nueva Loja (Lago Agrio) verfügt über einen nationalen Flughafen und Straßenverbindungen über Papallacta nach Quito wie auch nach Kolumbien. Von den wichtigsten Städten Ecuadors aus fahren täglich Busse nach Nueva Loja. Um Nueva Loja bestehen aber auch ernsthafte Umweltprobleme aufgrund von Verschmutzung durch Erdöl bzw. Rückstände.
Von Nueva Loja nach Esmeraldas, einer Hafenstadt am Pazifik, verlaufen zwei große Erdölpiplines, das staatliche Oleoducto Transecuatoriano und das kürzlich von privaten Investoren errichtete (und umstrittene) Oleoducto de Crudos Pesados (OCP).

## Verwaltungsgliederung

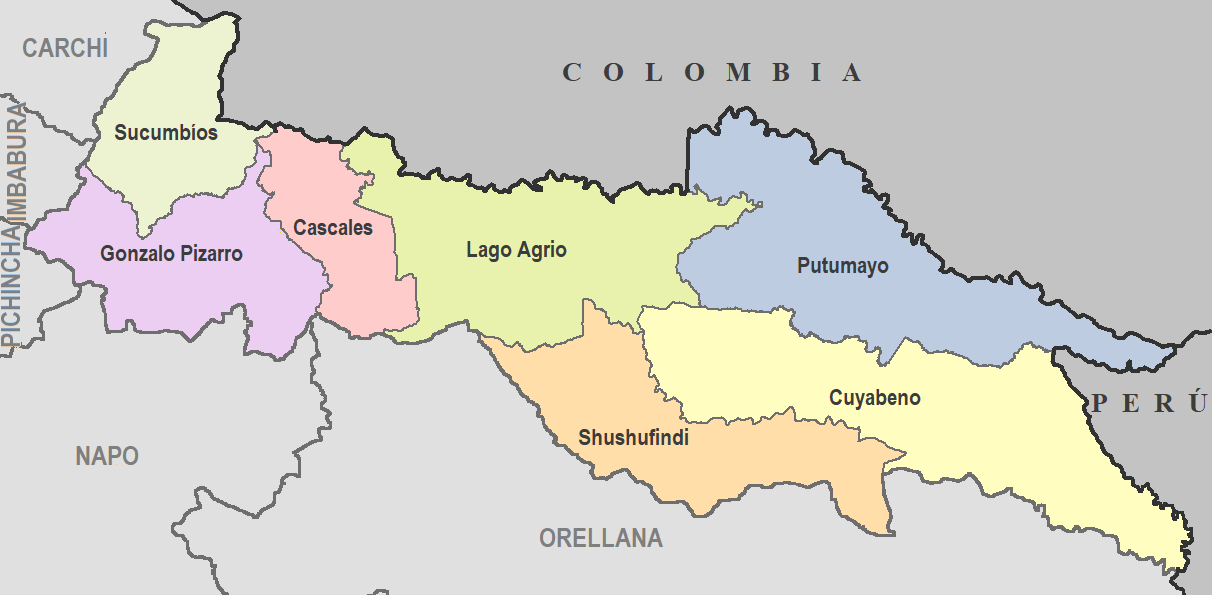
Kantone der Provinz Sucumbíos

Die Provinz Sucumbíos ist derzeit in sieben Kantone unterteilt, diese sind (in chronologischer Reihenfolge ihrer Einrichtung):
| Name            | Hauptort                     | Einwohner 2022 | Einwohner 2010 | Fläche [km²] | Bev.-Dichte [Ew./km²] | Gründung |
| --------------- | ---------------------------- | -------------- | -------------- | ------------ | --------------------- | -------- |
| Sucumbíos       | La Bonita                    | 3.174          | 3.390          | 1.517        | 2                     | 1955     |
| Putumayo        | Puerto El Carmen de Putumayo | 9.018          | 10.174         | 3.551        | 3                     | 1969     |
| Lago Agrio      | Nueva Loja                   | 105.044        | 91.744         | 3.151        | 33                    | 1979     |
| Shushufindi     | Shushufindi                  | 50.826         | 44.328         | 2.506        | 20                    | 1984     |
| Gonzalo Pizarro | Lumbaquí                     | 10.356         | 8.599          | 2.245        | 5                     | 1986     |
| Cascales        | El Dorado de Cascales        | 11.744         | 11.104         | 1.262        | 9                     | 1990     |
| Cuyabeno        | Tarapoa                      | 8.852          | 7.133          | 3.865        | 2                     | 1998     |